# Paramenexenus asper
Paramenexenus asper är en insektsart som beskrevs av Ludwig Redtenbacher 1908. Paramenexenus asper ingår i släktet Paramenexenus och familjen Diapheromeridae. Inga underarter finns listade i Catalogue of Life.